# Krieg in Mali seit 2012
Der Krieg in Mali (auch Mali-Krise, Mali-Krieg oder als Mali-Konflikt bezeichnet) ist ein seit Januar 2012 andauernder bewaffneter Konflikt zwischen der malischen Regierung, die von mehreren europäischen Staaten militärisch unterstützt wird, der bewaffneten Unabhängigkeitsbewegung der Tuareg sowie diversen nichtstaatlichen Milizen, von denen mehrere dem islamistischen Spektrum zuzurechnen sind.
Der Konflikt begann mit dem bewaffneten Unabhängigkeitskampf der Tuareg im Norden des Landes, der zwischenzeitlich die einseitige Abspaltung der nördlichen Regionen und die Ausrufung eines unabhängigen Staates Azawad zur Folge hatte. Die Nationale Bewegung für die Befreiung des Azawad (MNLA) verlor jedoch sukzessiv die Kontrolle über die zuvor eroberten Gebiete an islamistische Milizen. Nach Eroberung des gesamten Nordens erweiterten jene islamistischen Gruppen den bewaffneten Kampf auf die südlicheren Gebiete des Landes. Daraufhin intervenierten französische Streitkräfte an der Seite der malischen Zentralregierung und konnten im Rahmen der Operationen Serval den Vormarsch der islamistischen Milizen stoppen und alle zuvor verlorenen Gebiete zurückerobern. Die daran anschließende Operation Barkhane mehrerer westlichen Staaten zielte auf eine fortlaufende Bekämpfung islamistischer Milizen ab.
Seit 2013 werden zudem im Rahmen der UN-Mission MINUSMA über 10.000 Blauhelmsoldaten zur Stabilisierung des Landes eingesetzt, an der sich auch die Bundeswehr mit über 1.000 Soldaten beteiligt.
Nach zwei Militärputschen innerhalb eines Jahres verschlechterte sich das Verhältnis der malischen Regierung zu den europäischen Verbündeten, woraufhin der französische Präsident Macron im Juni 2021 das Ende der Operation Barkhane und den Abzug der französischen Truppen verkündete. Beobachtern zufolge soll die aktuelle Regierung Malis verstärkt mit Russland kooperieren. Soldaten der Gruppe Wagner kämpfen mutmaßlich seit Dezember 2021 an der Seite der malischen Streitkräfte.

## Konfliktparteien

### Republik Mali und internationale Verbündete
- die malische Regierung und Sicherheitskräfte (Armee, Nationalgarde, Gendarmerie National, nationale und lokale Polizeikräfte);
- die französische Operation Barkhane (seit 2021 beendet) und die multinationale Task Force Takuba;
- Plateforme des mouvements du 14 juin 2014 d’Alger (PLATFORME); Vereinigung der pro-malinesischen Tuareg und weiterer Ethnien aus Nord- und Zentral-Mali. Größte Gruppierungen sind:
  - Le Groupe autodéfense touareg Imghad et alliés (GATIA), überwiegend Imghad-Tuareg;
  - La Coordination des mouvements et Front patriotique de résistance (CM-FPR), hier sind die beiden größten Gruppen die Selbstverteidigungsmilizen der Songhai-Ethnie Ganda Koy und Ganda Izo
  - Les Forces de libération des régions Nord du Mali (FLN)
  - Mouvement arabe de l’Azawad (MAA)

- Drei gemischte Bataillone (Stärke 600–800 Soldaten; zu gleichen Teilen bestehend aus malischer Armee, Platforme und CMA) in Gao, Kidal und Timbuktu. Die Aufstellung wurde 2013 im Abkommen von Ouagadougou vereinbart. Auftrag der Bataillone soll die Überwachung des im Abkommen vereinbarten Disarmament, Demobilisation and Reintegration-Programme (Entwaffnung, Demobilisierung und Wiedereingliederung) sein.

- Gruppe Wagner (der russischen Regierung nahestehende Söldnerarmee), Berichten zufolge seit 2022 auf Anforderung der malischen Militärregierung im Land aktiv[3]

### Tuareg-Rebellen

Flagge der MNLA

- Coordination des mouvements de l’Azawad (CMA); Vereinigung der separatistischen Tuareg und weiterer Ethnien. Größte Gruppierungen sind:
  - Nationale Bewegung für die Befreiung des Azawad (MNLA)
  - der Haut conseil pour l’unité de l’Azawad (HCUA)
  - Teile des Mouvement arabe de l’Azawad (MAA)

MNLA und HCUA sind von Tuareg-Stamm der Ifoghas dominiert, repräsentieren allerdings auch weitere Stämme.
Die MAA repräsentiert die in den Regionen Kidal, Timbuktu und Gao lebenden Araber.

### Islamistische Milizen
- Dschamaat Nusrat al-Islam wal-Muslimin (JNIM); eine Al-Qaida nahe Organisation, hervorgegangen aus dem Zusammenschluss von in Mali befindlichen Teilen von Al-Qaida im islamischen Magreb, Ansar Dine und Al-Mourabitoune (auch Mujao)
- Islamischer Staat in der Größeren Sahara (ISGS)

JNIM und ISGS habe trotz der Rivalität der Dachorganisationen im Grenzland zwischen Mali, Burkina Faso und Niger eine de facto Zusammenarbeit etabliert.

### Multilaterale Akteure
- African-led International Support Mission to Mali (AFISMA), wurde im Jahr 2013 in die MINUSMA Mission überführt
- Multidimensionale Integrierte Stabilisierungsmission der Vereinten Nationen in Mali (MINUSMA)

Auftrag von MINUSMA ist die Herstellung eines sichereren Umfeldes für die Bevölkerung in Nord- und seit kurzem auch in Zentral-Mali. Ausdrücklich kein Auftrag von MINUSMA ist die Parteinahme im Konflikt zwischen malischer Regierung, Platform und CMA, sowie die aktive Bekämpfung der terroristischen Gruppen.
- EUTM Mali
- EUCAP Sahel Mali

## Konfliktverlauf

### Hintergrund
Konflikte zwischen den Tuareg, die vielfach halbnomadisch als Viehzüchter leben, und westafrikanischen Volksgruppen, die traditionell sesshafte Bauern sind, haben in Afrika eine Geschichte, die bis in die vorkoloniale Zeit reicht. Auch nach der Unabhängigkeit Malis gab es in den nordöstlichen Landesteilen – auch Azawad genannt – mehrfach bewaffnete Unabhängigkeitsbestrebungen des Tuareg-Volkes. Neben 2012 war dies auch in den Jahren 1963, 1991 und 2006 der Fall.

### Territorialkonflikt im Norden Malis (2012–13)

#### Sezessionskrieg der Tuareg und die Abspaltung des Azawad

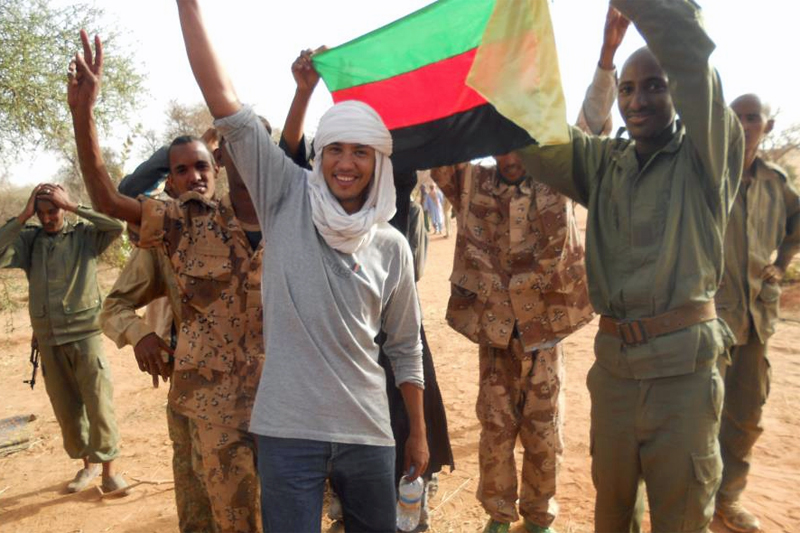
Tuareg Rebellen feiern die zwischenzeitliche Unabhängigkeit, 2012

Die Ursprünge des bewaffneten Unabhängigkeitskampfes der Tuareg stehen im engen Zusammenhang mit dem Libyenkrieg im Jahr 2011. Laut der US-amerikanischen Analyseplattform Stratfor wurden bereits Jahre vor dem internen Konflikt in Libyen mehrere tausend Tuareg-Kämpfer in die militärischen Strukturen des libyschen Staates eingegliedert und kämpften schlussendlich auch an der Seite der nationalen Streitkräfte gegen die bewaffnete libysche Opposition und die Luftwaffenstreitkräfte verschiedener NATO-Staaten. Nach dem Tod von al-Gaddafi kehrten die militärisch ausgebildeten und bewaffneten Kämpfer der Tuareg nach Nord-Mali zurück und gründeten gemeinsam mit lokalen Einheiten die sogenannte „Nationale Bewegung für die Befreiung des Azawad“ (MNLA). Dieses Momentum der militärischen Stärke durch die Rückkehr kampferprobter Veteranen aus dem Libyenkrieg nutzte die neu formierte MNLA im Januar 2012 und nahm erneut ihren bewaffneten Kampf für einen unabhängigen Staat auf. Der Konflikt begann am 17. Januar 2012 mit dem Angriff auf Menaka. Aufgrund der schwachen Autorität des malischen Staates im Norden des Landes und der fehlenden Präsenz der nationalen Streitkräfte konnten die Kämpfer der Tuareg schnelle Geländegewinne erzielen und eroberten innerhalb weniger Monate den gesamten Norden des Landes. Teilweise liefen Tuareg, die in der malischen Armee oder den Sicherheitskräften dienten, zu den Aufständischen über. Im März 2012 kam es in der malischen Hauptstadt Bamako zu einem Militärputsch gegen Präsident Amadou Toumani Touré, dem die Putschisten Unfähigkeit bei der Bekämpfung des Aufstandes vorwarfen.

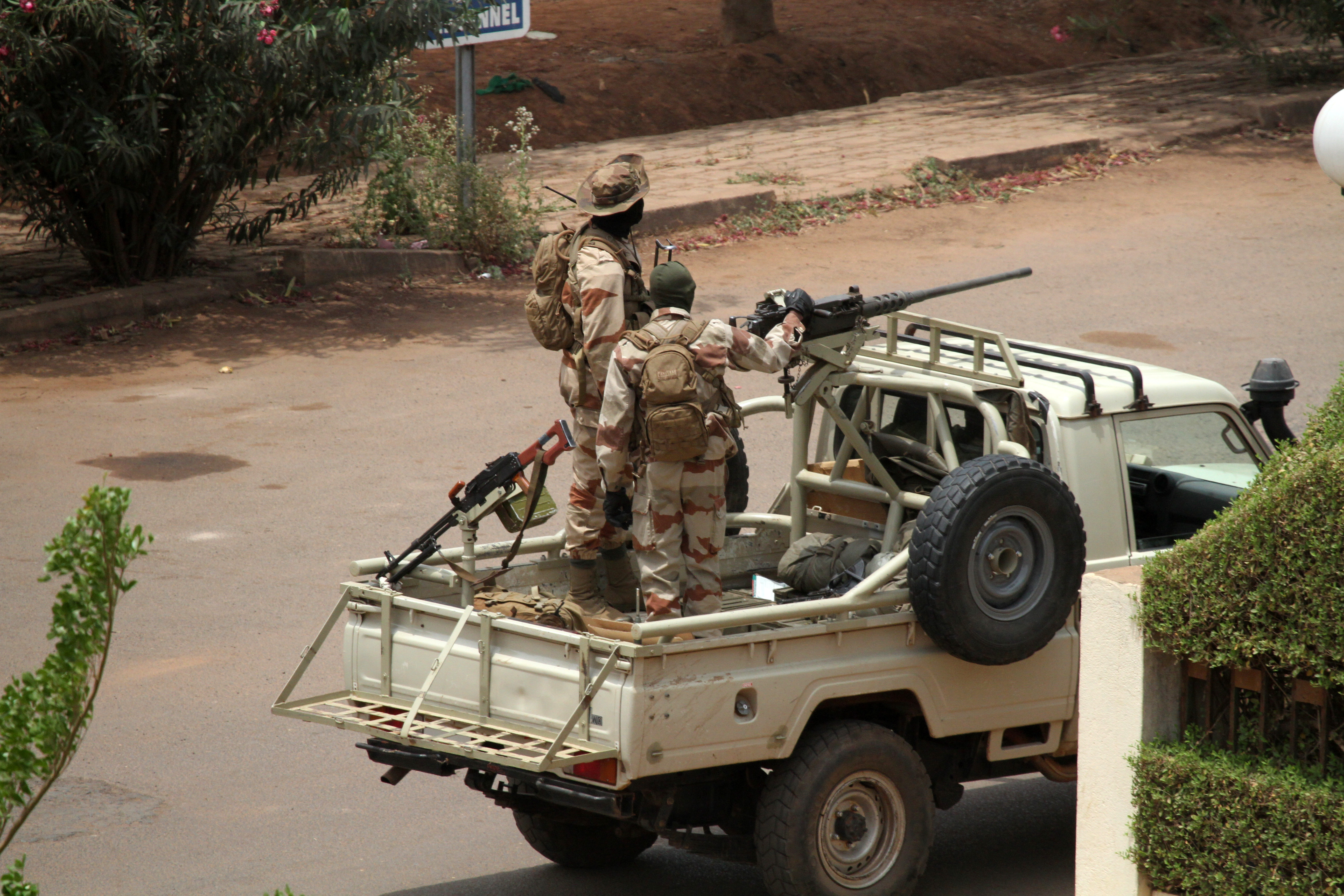
Malische Soldaten in Bamako während des Putsches in 2012

Am 31. März wurde Gao kampflos den Aufständischen überlassen, am 1. April Timbuktu besetzt. Bereits am 6. April 2012 beendete die Führung der MNLA ihre Kampfhandlungen und erklärte unilateral die Sezession ihrer militärisch besetzten Gebiete von der Republik Mali. Der unabhängige Staat sollte in Anlehnung an den Namen der MNLA Azawad heißen.

#### Übernahme des Azawad durch islamistische Milizen
Im weiteren Verlauf des Konfliktes verbündete sich die MNLA mit radikalislamischen Milizen, wie Ansar Dine, Bewegung für Einheit und Dschihad in Westafrika (MUJAO) sowie mit dem, in der Sahelzone aktiven Ableger von Al-Qaida „Al-Qaida im Islamischen Maghreb“ (AQIM). Ab Juni 2012 geriet die MNLA in Konflikt mit den islamistischen Gruppierungen, da diese mit der zwangsweisen Einführung der Scharia in Azawad begonnen hatten, welche von den moderaten bis säkularen Kräften der MNLA abgelehnt wurde. Bis Juli 2012 hatten die islamistischen Milizen die MNLA gewaltsam aus allen bedeutenden Städten aus dem Norden des Landes verdrängt. Am 1. September 2012 wurde Douentza, eine Stadt in der Region Mopti unter der Kontrolle der Ganda-Iso-Miliz, von der MUJAO eingenommen. Am 28. November 2012 vertrieb die Ansar Dine die MNLA aus Léré, einer Kleinstadt im Kreis Niafunké in der Region Timbuktu.

#### Abkommen von Ouagadougou
Am 18. Juni 2013 wurde das Abkommen von Ouagadougou zwischen der Republik Mali und den bewaffneten Rebellengruppen der MNLA und der HCUA unterzeichnet. Die Tuareg kündigten eine Waffenruhe an.
Bei der im Juli stattfindenden Präsidentschaftswahl gewann Ibrahim Boubacar Keïta die meisten Stimmen und löste somit die Übergangsregierung des Militärs ab.
Im September desselben Jahres kündigte die MNLA den Waffenstillstand auf, nachdem Regierungstruppen das Feuer auf Steine werfende Demonstranten eröffnet hatten. Der Vizepräsident der MNLA, Mahamadou Djeri Maiga, sagte zum Vorfall: „Was passiert ist, ist eine Kriegserklärung.“

### Internationalisierung des Konfliktes (ab 2013)

#### Intervention Frankreichs – Operation Serval (2013–14)

Konfliktlage in Nordmali 2013

Bis zum Jahresende 2012 verschlechterte sich die militärische Situation der malischen Armee zusehends nach mehrmonatigen Kämpfen. Als im Januar 2013 der Kollaps der malischen Armee und ein Durchmarsch der Islamisten in die Hauptstadt Bamako drohte, bat der malische Präsident Dioncounda Traore den Präsidenten Frankreichs, François Hollande, sowie UN-Generalsekretär Ban Ki-moon um Hilfe. Dies war der Startschuss für einen Militäreinsatz gegen die Rebellen, welcher als Opération Serval bekannt ist. Die militärische Übergangsregierung, welche sich im März 2012 an die Macht geputscht hatte, stellte einen Antrag an die Vereinten Nationen, um im Rahmen des Prinzips der kollektiven Verteidigung Truppen aus Frankreich zur militärischen Unterstützung gegen die bewaffneten Milizen im Norden des Landes zu erhalten. Der Sicherheitsrat der Vereinten Nationen unterstützte diesen Antrag durch die Resolution 2085 im Dezember 2012, in dem er die Mitgliedsstaaten dazu aufrief, die Malischen Streitkräfte mit militärischen Mitteln zu unterstützen. Diesen Antrag auf Militärhilfe durch Einladung des Staates, welcher nach völkerrechtlichen Standards eine legale Kriegsbeteiligung markiert, wurde von Frankreich angenommen und in Form der Operation Serval umgesetzt. Die Zielsetzungen der Operation waren den Vormarsch der islamistischen Gruppen zu stoppen und die territoriale Integrität Malis wiederherzustellen. Mit Beginn des Jahres 2013 operierte die französische Armee mit über 4000 Bodentruppen, inklusive ihrer Luftwaffe auf malischem Territorium. Bis Ende Januar 2013 eroberten französische und malische Truppen mehrere Städte zurück, darunter die strategisch wichtigen Städte Gao und Timbuktu. Bei der Befreiung von Timbuktu führte das 2e régiment étranger de parachutistes den ersten Gefechts-Absprung von Fallschirmjägern seit der US-Invasion in Grenada (1983) durch. Zur gleichen Zeit verstärkten mehrere westafrikanische Staaten der ECOWAS, die im Rahmen der Operation AFISMA Truppen zur Verfügung gestellt hatten, ihre Kontingente in Mali.
Innerhalb eines Jahres wurden alle Städte, deren Kontrolle die malischen Streitkräfte verloren hatten, von den Soldaten der Operation Serval zurückerobert. Anfang 2014 erklärte der französische Präsident, die Ziele des Militäreinsatzes seien größtenteils erfolgreich umgesetzt worden.
2014 endete im Wesentlichen der konventionelle Konflikt um die Unabhängigkeit des Azawad. Das Wesen des Konfliktes wurde zu einem Gemisch aus:
- dschihadistischen Angriffen gegen malische sowie internationale Sicherheitskräfte sowie Einflussnahme auf die Bevölkerung
- eskalierenden zwischenethnischen Konflikten
  - in Nord-Mali zwischen CMA und GATIA („Tuareg-Bürgerkrieg“)
  - in Zentral-Mali zwischen Fulbe auf der einen und Songhai und Dogon auf der anderen Seite.

Trotz der internationalen Unterstützung von Militärmissionen der Vereinten Nationen, der Europäischen Union sowie Frankreich gelang es der malischen Regierung nicht, im Norden und der Mitte des Landes ein sicheres Umfeld zu schaffen. Seither sind Anschläge mit improvisierten Sprengfallen, Hinterhalte und lokal begrenzte Gefechte, im Falle der zwischenethnischen Konflikte auch mit vielen Toten, an der Tagesordnung.

#### MINUSMA – Mission der Vereinten Nationen in Mali (2013–2024)

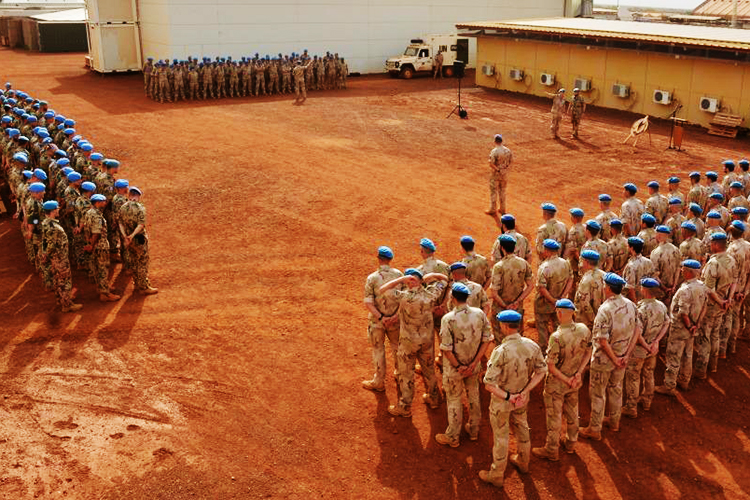
Niederländische UN-Soldaten der MINUSMA Mission

Im April 2013 wurde die United Nations Multidimensional Integrated Stabilization Mission in Mali durch den Resolutionsbeschluss 2100 des UN-Sicherheitsrates gegründet. Das Mandat des zivilen und militärischen Friedenseinsatzes umfasste in den Anfangsjahren sechs Aspekte:
1. Unterstützung zur Wiederherstellung der malischen Autorität im gesamten Staatsgebiet,
2. Unterstützung zur Umsetzung der „Transitional Road Map“, inkl. des nationalen Dialogs und des Wahlprozesses,
3. Schutz von Zivilisten und UN-Personal,
4. Schutz der Menschenrechte,
5. Unterstützung der humanitären Hilfe,
6. Schutz von Kulturgütern.

Am 1. Juli wurde AFISMA in die Mission der Vereinten Nationen MINUSMA überführt.
In einem UN-Bericht vom Oktober 2017 wurde bedauert, dass „im Laufe des Jahres fast keine Fortschritte bei der Umsetzung des Friedensabkommens erzielt wurden.“
Am 25. Januar 2018 beriet der Sicherheitsrat der Vereinten Nationen über die Situation in Mali und kritisierte die Langsamkeit des malischen Staates bei der Umsetzung des Friedensabkommens von Algier. Dabei drohte er Bamako erstmals mit Sanktionen im Falle einer weiteren Verzögerung.
Die MINUSMA Mission ist vorläufig bis zum 31. Mai 2022 befristet.

#### EU Ausbildungsmissionen (2013–2024)

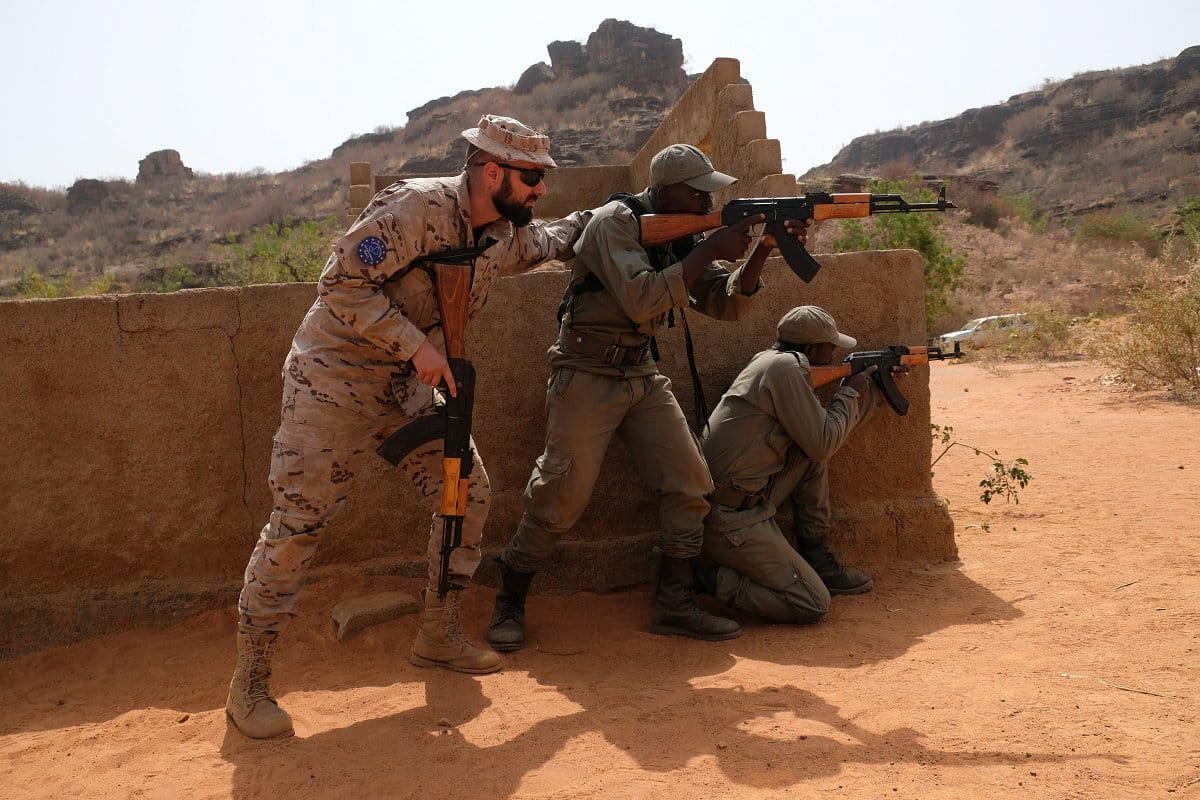
Militärische Ausbildung durch EUTM

EUTM Mali ist eine europäische Ausbildungsmission für die malischen Streitkräfte, welche seit 2013 hauptsächlich im Süden des Landes durchgeführt wird. Stützpunkte der Ausbildungstruppen sind die Hauptstadt Bamako und die südliche Stadt Koulikorou. Das Mandat der Mission der Europäischen Mission umfasst explizit keine Beteiligung an militärischen Kampfhandlungen. Die Ziele der Mission sind die Ausbildung der malischen Streitkräfte sowie Beratung für Kommandostrukturen und Logistik.

Laut der Missionsleitung hat EUTM Mali von 2013 bis 2022 über 15.000 malische Soldaten trainiert.

#### Operation Barkhane (2014–2021)
Am 13. Juli 2014 kündigte der französische Verteidigungsminister Jean-Yves Le Drian das Ende der Operation Serval und die Einrichtung der Operation Barkhane zum 1. August 2014 an. Diese sah den Einsatz von ca. 3.000 Soldaten in der gesamten Sahelzone und in der Sahara vor. Ziel der Operationen sollte die Terrorismusbekämpfung sein. Am 10. Juni 2021 beendete Frankreich die Operation. Die Länder in der Sahelzone werden weiterhin in der Terrorismusbekämpfung unterstützt. Dies erfolgt nun durch die multinationale Task Force Takuba.

### Friedensvertrag von Algier (2015)
Nach einem langen Friedensprozess zwischen der malischen Regierung und den zwei wichtigsten Parteien des bewaffneten Konfliktes, der Vereinigung der Bewegungen des Azawad (CMA) und der sogenannten Platforme, wurde im Mai bzw. Juni 2015 ein umfassender Friedensvertrag in Bamako unterzeichnet. Zunächst unterzeichneten die malische Regierung und die Platforme am 15. Mai. Die CMA verweigerte zunächst die Unterschrift, ratifizierte dann jedoch unter dem Druck der internationalen Gemeinschaft ebenfalls das Abkommen am 20. Juni 2015.

#### Inhalte des Abkommens
1) Integration der bewaffneten Gruppen in die staatlichen Sicherheits- und Militärstrukturen
2) Verstärkte Autonomie und Selbstverwaltung für die Regionen im Norden Malis
- Gründung eines regionalen Parlament im Norden Malis mithilfe demokratischer Wahlen durch die lokale Bevölkerung
- Übertragung umfassender politischer Entscheidungskompetenzen, Justizgewalt und finanzieller Ressourcen von der Zentralregierung in Bamako an das Regionalparlament

3) Dezentralisierung der staatlichen Verwaltungsstrukturen
- Nicht nur die nördlichen Regionen, sondern das gesamte Land soll verstärkt durch dezentrale und partizipative Entscheidungsstrukturen regiert werden,
- Die regionalen Verwaltungen erhalten unter anderem Kompetenzen in folgenden Sektoren: lokale Steuern und Budgets, Infrastrukturprogramme, Landwirtschaft, lokale Polizeieinheiten etc.[33]

### Fortsetzung des Anti-Terror-Kampfes und interethnische Gewalt (2015–20)

#### Asymmetrischer Konflikt zwischen Regierung und islamistischen Milizen
Der Friedensvertrag von Algier umfasste, neben der malischen Regierung, nur zwei weitere Akteure des bewaffneten Konfliktes und klammerte explizit islamistische Milizen aus den Verhandlungen aus. Aus diesem Grund kann der Friedensvertrag von Algier zwar als wegweisender Moment im Konfliktlösungsprozess bezeichnet werden, markierte jedoch nicht das Ende der bewaffneten Auseinandersetzung in Mali. Zu Beginn des Jahres 2015, noch während der Friedensverhandlungen, weiteten islamistische Milizen ihre Angriffe vom Norden des Landes auf die Region Mopti aus. In diesem Kontext erlangten sie auch die Kontrolle über die weitgehend ungeschützte Grenzregion zu Burkina Faso. Diese Entwicklung war zudem eine der Ursachen für die erfolgreiche Offensive islamistischer Gruppen in Burkina Faso, welche im Jahr 2018 Teile des Landes unter ihre militärische Kontrolle bringen konnten.
Im Mai 2015 erklärte eine Gruppe von Al-Mourabitoune unter der Führung des Emirs Adnan Abu Walid Al-Sahrawi ihre Treue zum Islamischen Staat. Zwei Tage später bestritt der Führer von Al-Mourabitounes, Mokhtar Belmokhtar, die Treue zum IS und erklärte, dass die Pressemitteilung von Al-Sahrawi „nicht vom Shura-Rat stammte“.
Im November 2015 griffen zwei bewaffnete Dschihadisten das Radisson Blu Hotel in Bamako an. Bis zu 170 Personen, darunter 140 Kunden und 30 Mitarbeiter, wurden zeitweise als Geiseln genommen. Die Zahl der Todesopfer lag offiziell bei 21 (18 Geiseln, 2 Terroristen und 1 malischer Gendarm). Verletzt wurden insgesamt zehn Personen, darunter sieben Geiseln und drei Polizisten der malischen Spezialeinheiten, die das Gebäude stürmten. Ende 2015 startete die malische Armee als Reaktion auf die dschihadistischen Angriffe im Zentrum die drei Monate lang anhaltende Operation Seno (Sand, Erde; in Fulbe-Sprache) mit Soldaten der Armee, Gendarmen und Einheiten der Nationalgarde. Dies war eine der größten Operationen der malischen Armee seit 2013. Während der Operation wurde die malische Armee von „Jägern“ der Dogon unterstützt. Dies befeuerte den zwischenethnischen Konflikt zwischen Dogon und Songhai mit den Fulbe.
Am 18. Januar 2016 verübte ein Selbstmordattentäter einen Anschlag auf ein Feldlager in Gao, in dem ein gemischtes Bataillon bestehend aus malischer Armee, Platforme und CMA aufgestellt wird. Im Vertrag von Algier war vereinbart worden, zur Überwachung des Entwaffnungs- und Reintegrationsprozesses in den drei nördlichen Regionen Gao, Kidal und Timbuktu jeweils ein gemischtes Bataillon aufzustellen. Bei dem Anschlag starben je nach Quelle zwischen 54 und 77 Menschen.
Gründung Jama'at Nasr al-Islam wal Muslimin
Im März 2017 erklärten Ansar Dine, Front de libération du Macina, Al-Mourabitounes der im Sahel aktive Ableger von al-Qaida im islamischen Maghreb ihren Zusammenschluss zu Jama'at Nasr al-Islam wal Muslimin (JNIM). Die zentralen Zielsetzungen der islamistischen Dachorganisation sind die Einführung der Scharia in Mali sowie der Abzug aller ausländischer Truppen (insbesondere der französischen Armee und den Vereinten Nationen). Die Gruppe bekannte sich unter anderem zum Angriff auf das Lager der MINUSMA-Mission in Aguelhoc im Januar 2019, bei dem 10 Blauhelmsoldaten getötet worden waren.

#### Menschenrechtsverstöße der malischen Sicherheitskräfte
Mehrere Berichte von Menschenrechtsorganisationen kritisierten in den vergangenen Jahren die teilweise schweren Menschenrechtsverstöße von staatlichen Sicherheitskräften und Armeeangehörigen, welche unter anderem der Durchführung außergerichtlicher Tötungen, verdeckter Entführungen und der Folter beschuldigt wurden. Berichten zufolge, richten sich die Gewaltakte verstärkt gegen die nomadisch lebenden Fulbe, denen Unterstützung für islamistische Gruppen unterstellt wird.

#### Zunahme der interkommunalen und interethnischen Gewalt
Aufgrund ihrer Kolonialgeschichte und der damit einhergehenden willkürlichen Grenzziehungen ist die Republik Mali heute ein multiethnischer, multilingualer und multikultureller Staat, welcher die Siedlungsgebiete vieler Völker umfasst. Die größten Ethnien sind die Bambara (35 %) und die Dogon (9 %), welche aufgrund ihrer landwirtschaftlichen Ausrichtung eher sesshaft leben sowie die Fulani (15 %), welche als Viehhirten und -züchter ein nomadisches Leben führen. Interethnische Konflikte zwischen diesen Völkern, beispielsweise wegen des Zugangs zu Land, waren bereits vor Beginn des bewaffneten Konfliktes eine innenpolitische Herausforderung für die Republik Mali. Dennoch verschärfte der Konflikt seit 2013 die Spannungen und Konflikte zwischen den Ethnien und führte in der Folge zu steigenden Fall- und Opferzahlen, welche von einigen Analysten als ethnische Säuberungen klassifiziert wurden.

##### Massaker von Ogossagou
Im März 2019 kam es zum Massaker von Ogossagou: Am Morgen griffen mehrere hundert mit automatischen Gewehren und Granaten bewaffnete Kämpfer der Dogon das überwiegend von Fulbe bewohnte Dorf Ogossagou an. Die von 54 bis 70 Fulbe-Milizionären gehaltene Garnison versuchte zunächst Widerstand zu leisten. Als ihnen die Munition ausging, flohen die Verteidiger. Sie hinterließen dreizehn Tote. Nach den Kämpfen übernahmen die Angreifer das Dorf und griffen wahllos die Zivilbevölkerung an. Fast alle Hütten im Dorf wurden in Brand gesetzt. Laut Cheick Harouna Sankaré, Bürgermeister der Nachbargemeinde Ouenkoro, wurden Frauen mit Macheten aufgeschlitzt. Andere Berichte wiesen darauf hin, dass Menschen lebendig verbrannt, enthauptet oder in einen Brunnen geworfen worden waren. Der Angriff dauerte zwei Stunden. Mindestens 134 Zivilisten wurden getötet, 55 weitere verletzt.
Die Fulbe rächten sich an den Dogon mit den Massakern von Sobane Da (ca. 100 Tote) in der Nacht vom 9. auf den 10. Juni und von Gangafani und Yoro (41 Tote) am 17. Juni.

### Militärputsch und Rückzug der internationalen Missionen (seit 2020)
Am 13. Februar 2020 kehrte die malische Armee nach langen Verhandlungen mit der CMA und gemäß dem Abkommen von Algier nach Kidal zurück, sechs Jahre nachdem sie von den Tuareg-Rebellen vertrieben worden war. Von Friedenstruppen begleitet, wurde im Lager ein Bataillon von 240 Soldaten der „wiederhergestellten“ malischen Armee eingerichtet, die sich aus 80 Soldaten der malischen Armee, 80 ehemaligen Milizsoldaten von der Plattforme und 80 ehemaligen CMA-Rebellen zusammensetzte.

#### Militärputsch in Bamako I
Die immer wiederkehrenden Proteste gegen Präsident Ibrahim Boubacar Keïta in Bamako schlugen Anfang Juli 2020 in gewalttätige Ausschreitungen um. Demonstranten blockierten Hauptverkehrsstraßen und errichteten brennende Barrikaden. Andere stürmten die Räume des staatlichen Rundfunksenders ORTM, der daraufhin die Ausstrahlung des Programms unterbrach. Demonstranten schleuderten Steine gegen das Parlamentsgebäude, die Nationalgarde setzte Tränengas gegen die Randalierer ein. Es fielen Schüsse. Nach Angaben von Krankenhausmitarbeitern wurden bei den Protesten ein Mensch getötet und etwa 20 Personen verletzt. Präsident Keïta wurde festgenommen und nach Kati gebracht.
Anfang Januar 2021 kamen fünf französische Soldaten bei Anschlägen auf Patrouillen-Aufklärungsfahrten in der östlichen Region Menaka ums Leben.

#### Militärputsch in Bamako II
Am 24. Mai 2021 wurden unter anderem Übergangspräsident Bah N’Daw und Ministerpräsident Moctar Ouané von Militärs festgenommen und in das Militärcamp in Kati gebracht. Wenige Stunden zuvor hatte die Übergangsregierung per Dekret ein neues Kabinett gebildet, in dem das Militär trotz gegenteiliger Versprechen strategisch wichtige Ämter besetzte. So sollten die Ministerien für Verteidigung, Sicherheit, territoriale Verwaltung und nationale Versöhnung von Offizieren geleitet werden. Einige Armeeoffiziere seien jedoch von der neuen Regierung ausgeschlossen worden. Die Übergangsregierung hatte erst im Januar die Militärjunta abgelöst, die den damaligen Präsidenten Keïta im Vorjahr gestürzt hatte. Eigentliche Aufgabe der Übergangsregierung wäre es gewesen, die Verfassung zu reformieren und innerhalb von 18 Monaten Wahlen durchzuführen. Seit dem neuerlichen Putch regiert der Militäroffizier Assimi Goïta das Land.
Am 3. Juni, zehn Tage nach einem weiteren Putsch, stellte Frankreich seine militärische Zusammenarbeit mit der malischen Armee ein.

#### Bruch zwischen Militärregierung und internationalen Partnern
Am 10. Juni 2021 kündigte Frankreichs Präsident Emmanuel Macron das Ende der Militäroperation Barkhane an, „um den Armeen der Länder in der Region, die dies wünschen, eine Operation zur Unterstützung und Zusammenarbeit zu ermöglichen“. Diese Ankündigung war Teil des politischen Willens Frankreichs, seine Militärpräsenz in der Region mittelfristig zu reduzieren, und stützte sich gleichzeitig auf die von Frankreich initiierten Task Force Takuba, die ca. 600 Soldaten europäischer Spezialeinheiten in der Sahelzone vereinen soll.
Im Januar 2022 wurde der französische Botschafter des Landes verwiesen, nachdem der französische Außenminister zuvor die Legitimität der Übergangsregierung anzweifelte. Kurz darauf verabschiedete der EU-Rat Sanktionen (u. a. Einreiseverbote und Einfrieren von Auslandskonten) gegen fünf Mitglieder der malischen Regierung wegen der Verschleppung demokratischer Wahlen.
Im Frühjahr 2022 kündigte der EU-Außenbeauftragte Josep Borrell an, die Ausbildungsmission EUTM Mali vorläufig auszusetzen. Die deutsche Verteidigungsministerin Christine Lambrecht unterstützte den Ausstieg aus der Mission, an der auch bis zu 300 Soldaten der Bundeswehr beteiligt waren, mit dem Verweis auf „massive Menschenrechtsverletzungen“ der malischen Armee. Im August 2022 zog Frankreich seine verbliebenen Streitkräfte der Operation Barkhane vollständig ab und beendete damit den mehr als neun Jahre andauernden Militäreinsatz in Mali.
Nach dem letzten Putsch des Militärs verschlechterten sich zudem die Beziehungen des Landes zur MINUSMA-Mission bzw. deren beteiligten Staaten. Einerseits verabschiedete die Regierung mehrere Verordnungen, die eine Aufrechterhaltung der UN-Blauhelmmission behinderten. Beispielsweise unterband die malische Regierung mit Flugverboten die Truppenrotation der MINUSMA-Mission im Juli und August 2022. Besonders die Beziehungen zum südlichen Nachbarland Côte d’Ivoire verschärften sich in dieser Phase, nachdem Mali 46 ivorische Soldaten wegen Vorwürfen des Söldnertums verhaftet hatte, die jedoch nach Aussagen der ivorischen Regierung offiziell Teil der MINUSMA Mission waren. Des Weiteren kritisierten vor allem westliche Länder die Kooperation zwischen malischen Militärs und Einheiten der russischen Gruppe Wagner, die mutmaßlich seit Dezember 2021 die malische Regierung im Kampf gegen den Dschihadismus unterstützen. Im November 2022 verkündeten schließlich mehrere Staaten ihre Beteiligung an der MINUSMA-Mission zu beenden, u. a. Côte d’Ivoire, Großbritannien, Schweden und Benin. Die Bundeswehr beendete ihre Beteiligung am Einsatz im Dezember 2023.

#### Belagerung von Timbuktu
Seit August 2023 wird Timbuktu von Islamisten belagert.

## Folgen

### Opferzahlen
Die folgende Tabelle listet die Zahl der zivilen Opferzahlen seit Beginn der Konfliktes laut der Konfliktdatenplattform ACLED (Stand: Mai 2023).
| Jahr                     | 2012 | 2013 | 2014 | 2015 | 2016 | 2017 | 2018 | 2019 | 2020 | 2021 | 2022 | 2023 | Gesamt |
| ------------------------ | ---- | ---- | ---- | ---- | ---- | ---- | ---- | ---- | ---- | ---- | ---- | ---- | ------ |
| Anzahl der zivilen Opfer | 49   | 163  | 41   | 59   | 71   | 283  | 738  | 806  | 910  | 459  | 2155 | 463  | 6197   |

### Menschenrechtsverletzungen
Die Vereinten Nationen haben Fälle von Amputationen, Auspeitschungen und Hinrichtungen wie zum Beispiel einer Steinigung eines Paares im Juli 2012, welches angeblich eine Affäre hatte, festgestellt. Der Internationale Strafgerichtshof hat eine Untersuchung auf Kriegsverbrechen aufgrund von Berichten über Verstümmelungen und Tötungen von Bewohnern angeordnet, der die Islamisten nicht Folge leisteten.
„Die derzeitige die Menschenrechte betreffende Lage ist mit langjährigen und ungelösten Problemen verbunden. Menschenrechtsverletzungen wurden sowohl im Norden als auch im Bereich unter Kontrolle der Regierung begangen“, erklärte der UN-Menschenrechtsrat unter Berufung auf Missbräuche seit Januar 2012. Der Rat stellte fest, dass „im nördlichen Mali seit Januar 2012 schwerwiegende Menschenrechtsverletzungen stattgefunden haben, einschließlich Massenhinrichtungen und Tötungen ohne Gerichtsverfahren.“
Der Menschenrechtsrat führte in seiner Erklärung einige Fälle im Detail aus.
Human Rights Watch erklärte am 19. Januar 2013, dass sie im Besitz von belastbaren Informationen über schwerwiegende Menschenrechtsverletzungen, einschließlich Mord, sei, die von malischen Sicherheitskräften gegen Zivilisten in der Stadt Niono verübt wurden. Laut der Organisation waren vor allem Tuareg und Araber, zu denen die meisten Rebellen gehören, betroffen. Die Nichtregierungsorganisation forderte „die malischen Behörden und Soldaten, auch die Franzosen und Westafrikaner, dazu auf, ihr Möglichstes zu tun, um den Schutz aller Zivilisten zu gewährleisten.“
Die Fédération internationale des ligues des droits de l’Homme (FIDH), eine französische Menschenrechtsorganisation, beschuldigte am 22. Januar 2013 die malische Armee der Massenerschießungen sowie Misshandlungen in mindestens 33 Fällen im Raum Sévaré, Mopti und Niono. In Bamako sollen durch die Truppen Häuser geplündert sowie deren Tuareg-Einwohner eingeschüchtert worden sein.

### Flucht und Vertreibung
Das UNO-Hochkommissariat für Flüchtlinge (UNHCR) teilte am 15. Januar 2013 mit, dass knapp 150.000 Menschen aus den Kriegsgebieten ins Ausland geflohen sind und 230.000 weitere Menschen ihre Wohnorte verlassen haben, sich aber noch innerhalb Malis befinden. Für die Versorgung der Malier mit Lebensmitteln würden laut Welternährungsprogramm der Vereinten Nationen 129 Millionen US-Dollar benötigt.
Laut einem Bericht der BBC wurden seit Beginn des Konfliktes im Jahr 2012 insgesamt 228.918 Menschen innerhalb Malis aus ihrer Heimat vertrieben. Bis zum Jahresende 2012 flohen 144.500 Malier ins Ausland, davon 54.100 nach Mauretanien, 50.000 nach Niger, 38.800 nach Burkina Faso und 1500 nach Algerien. 5000 Einwohner der Stadt Konna flohen vor den Kämpfen.

### Bedrohung des Weltkulturerbes
Die UNESCO forderte zum Schutz der Weltkulturerbestätten in Mali auf. Die historische Stadt Timbuktu mit ihren Lehmmoscheen ist eine Stätte des UNESCO-Welterbe von hoher kultureller Bedeutung, jedoch ist das sorgfältig bewahrte Erbe wegen des anhaltenden Konfliktes in Mali in Gefahr geraten. Zerstörungen betrafen insgesamt 14 der 16 Heiligengräber; diese wurden inzwischen wiederaufgebaut. Die Lehmmoscheen leiden auch unter mangelnden Instandsetzungsmaßnahmen, die aufgrund der Fragilität des Materials Lehm regelmäßig vorgenommen werden müssten. Etwa 4.200 Exemplare der berühmten Timbuktu-Manuskripte sind von den Rebellen gestohlen oder zerstört worden, jedoch konnten über 300.000 Handschriften in die Hauptstadt Bamako gebracht werden und entgingen so der Vernichtung. Derzeit werden sie digitalisiert und konservatorischen Maßnahmen unterzogen. Die sagenumwobene Stadt Timbuktu, deren Name in westlichen Kulturen als Synonym für einen weit entfernten Ort verwendet wurde, war früher das Zentrum des Handels in der Sahara. Im Jahr 2012 zerstörten der Al-Qaida angehörige Rebellen aus dem Nordmali dort historische und religiöse Wahrzeichen mit der Begründung, solche Relikte seien abgöttisch. Nun wird die Stätte durch den Krieg gefährdet. Die Generalsekretärin der UNESCO, Irina Bokova, nahm dazu folgend Stellung:

„Ich fordere alle Streitkräfte dazu auf, alle Anstrengungen zu unternehmen, um das kulturelle Erbe des Landes, welches bereits schwer beschädigt ist, zu beschützen. Das kulturelle Erbe von Mali ist ein Juwel, dessen Schutz für die gesamte Menschheit wichtig ist. Das ist unser gemeinsames Erbe, nichts kann es rechtfertigen es zu beschädigen.“

Nach der Einnahme Timbuktus durch französische und malische Truppen Ende Januar 2013 wurden erste Bilder der Zerstörungen bekannt. Neben den Lehmmoscheen haben insbesondere die Manuskripte des Institut des hautes études et de recherches islamiques Ahmed Baba gelitten, obwohl die Mehrzahl rechtzeitig in Sicherheit gebracht worden war.
Im September 2016 wurde der Rebellenführer Ahmad Al Faqi Al Mahdi vom Internationalen Strafgerichtshof zu neun Jahren Haft wegen Kriegsverbrechen verurteilt, bei denen das kulturelle Erbe in Timbuktu erheblich beschädigt worden war. Al Faqi Al Mahdi, der der Rebellenbewegung Ansar Dine angehörte, bekannte sich schuldig.